# League Cup 1984/85
Der League Cup 1984/85 war die 25. Austragung des seit 1960 existierenden englischen League Cup.
Der Wettbewerb startete am 27. August 1984 mit der Ersten Runde und endete am 24. März 1985 mit dem Finale in Wembley. Der Titel ging an Norwich City, durch einen 1:0-Finalerfolg über den AFC Sunderland. Norwich gewann damit in seiner vierten Finalpartie zum zweiten Mal nach 1962 den Ligapokal. Erstmals stiegen am Saisonende beide Finalisten aus der Football League First Division 1984/85 in die zweite Liga ab. Der entscheidende Treffer fiel in der 47. Minute, als Sunderlands Abwehrspieler Gordon Chisholm einen Schuss von Norwichs Asa Hartford ins eigene Tor abfälschte. Nur fünf Minuten später verpasste Clive Walker mit einem verschossenen Handelfmeter den Ausgleich für den AFC Sunderland.

## Erste Runde
|                   | Gesamt |                     | Hinspiel | Rückspiel |
| ----------------- | ------ | ------------------- | -------- | --------- |
| Aldershot Town    |        | AFC Bournemouth     | 4:0      | 1:0       |
| FC Blackpool      |        | Chester City        | 1:0      | 3:0       |
| Bolton Wanderers  |        | Oldham Athletic     | 2:1      | 4:4 n. V. |
| Bradford City     |        | FC Middlesbrough    | 2:0      | 2:2       |
| FC Brentford      |        | Cambridge United    | 2:0      | 0:1       |
| Bristol City      |        | AFC Newport County  | 2:1      | 3:0       |
| FC Burnley        |        | Crewe Alexandra     | 1:2      | 3:0       |
| Crystal Palace    |        | Northampton Town    | 1:0      | 0:0       |
| FC Darlington     |        | Rotherham United    | 1:2      | 0:4       |
| Derby County      |        | Hartlepool United   | 5:1      | 1:0       |
| Doncaster Rovers  |        | York City           | 2:3      | 0:5       |
| Exeter City       |        | Cardiff City        | 1:0      | 0:2       |
| FC Gillingham     |        | Colchester United   | 3:2      | 2:0       |
| Halifax Town      |        | FC Chesterfield     | 1:1      | 2:1       |
| Hereford United   |        | Oxford United       | 2:2      | 3:5       |
| Lincoln City F.C. |        | Hull City           | 0:2      | 1:4       |
| Leyton Orient     |        | Southend United     | 2:1      | 0:0       |
| Plymouth Argyle   |        | Torquay United      | 1:0      | 1:0       |
| FC Portsmouth     |        | FC Wimbledon        | 3:0      | 0:1       |
| FC Port Vale      |        | FC Bury             | 1:0      | 1:2 n. V. |
| FC Reading        |        | FC Millwall         | 1:1      | 3:4       |
| Scunthorpe United |        | Mansfield Town      | 0:1      | 2:1 n. V. |
| Sheffield United  |        | Peterborough United | 1:0      | 2:2 n. V. |
| Stockport County  |        | AFC Rochdale        | 3:1      | 2:1       |
| Swansea City      |        | FC Walsall          | 0:2      | 1:3       |
| Swindon Town      |        | Bristol Rovers      | 1:5      | 1:0       |
| Tranmere Rovers   |        | Preston North End   | 2:3      | 2:2 n. V. |
| FC Wrexham        |        | Wigan Athletic      | 0:3      | 0:2       |

## Zweite Runde
|                        | Gesamt |                         | Hinspiel | Rückspiel |
| ---------------------- | ------ | ----------------------- | -------- | --------- |
| FC Arsenal             |        | Bristol Rovers          | 4:0      | 1:1       |
| Birmingham City        |        | Plymouth Argyle         | 4:1      | 1:0       |
| Blackburn Rovers       |        | Oxford United           | 1:1      | 1:3 n. V. |
| Brighton & Hove Albion |        | Aldershot Town          | 3:1      | 0:3 n. V. |
| Bristol City           |        | West Ham United         | 2:2      | 1:6       |
| Charlton Athletic      |        | Notts County            | 0:1      | 0:2       |
| FC Chelsea             |        | FC Millwall             | 3:1      | 1:1       |
| FC Fulham              |        | Carlisle United         | 2:0      | 2:1       |
| FC Gillingham          |        | Leeds United            | 1:2      | 2:3       |
| Grimsby Town           |        | FC Barnsley             | 3:0      | 1:1       |
| Halifax Town           |        | Tottenham Hotspur       | 1:5      | 0:4       |
| Ipswich Town           |        | Derby County            | 4:2      | 1:1       |
| Leicester City         |        | FC Brentford            | 4:2      | 2:0       |
| Manchester City        |        | FC Blackpool            | 4:2      | 3:1       |
| Manchester United      |        | FC Burnley              | 4:0      | 3:0       |
| Newcastle United       |        | Bradford City           | 3:1      | 1:0       |
| Leyton Orient          |        | Luton Town              | 1:4      | 1:3       |
| FC Portsmouth          |        | Nottingham Forest       | 1:0      | 0:3 n. V. |
| FC Port Vale           |        | Wolverhampton Wanderers | 1:2      | 0:0       |
| Preston North End      |        | Norwich City            | 3:3      | 1:6       |
| Scunthorpe United      |        | Aston Villa             | 2:3      | 1:3       |
| Sheffield United       |        | FC Everton              | 2:2      | 0:4       |
| Sheffield Wednesday    |        | Huddersfield Town       | 3:0      | 1:2       |
| Shrewsbury Town        |        | Bolton Wanderers        | 2:1      | 1:2       |
| FC Southampton         |        | Hull City               | 3:2      | 2:2       |
| Stockport County       |        | FC Liverpool            | 0:0      | 0:2 n. V. |
| Stoke City             |        | Rotherham United        | 1:2      | 1:1       |
| AFC Sunderland         |        | Crystal Palace          | 2:1      | 0:0       |
| FC Walsall             |        | Coventry City           | 1:2      | 3:0       |
| FC Watford             |        | Cardiff City            | 3:1      | 0:1       |
| Wigan Athletic         |        | West Bromwich Albion    | 2:0      | 1:1       |
| York City              |        | Queens Park Rangers     | 2:4      | 1:4       |

## Dritte Runde
|                     | Ergebnis |                         |
| ------------------- | -------- | ----------------------- |
| Birmingham City     | 0:0      | West Bromwich Albion    |
| Ipswich Town        | 1:1      | Newcastle United        |
| Leeds United        | 0:4      | FC Watford              |
| Luton Town          | 3:1      | Leicester City          |
| Manchester City     | 0:0      | West Ham United         |
| Manchester United   | 1:2      | FC Everton              |
| Norwich City        | 0:0      | Aldershot Town          |
| Nottingham Forest   | 1:1      | AFC Sunderland          |
| Notts County        | 6:1      | Bolton Wanderers        |
| Oxford United       | 3:2      | FC Arsenal              |
| Queens Park Rangers | 1:0      | Aston Villa             |
| Rotherham United    | 0:0      | Grimsby Town            |
| Sheffield Wednesday | 3:2      | FC Fulham               |
| FC Southampton      | 2:2      | Wolverhampton Wanderers |
| Tottenham Hotspur   | 1:0      | FC Liverpool            |
| FC Walsall          | 2:2      | FC Chelsea              |

### Wiederholungsspiele
|                         | Ergebnis  |                   |
| ----------------------- | --------- | ----------------- |
| West Bromwich Albion    | 3:1       | Birmingham City   |
| Newcastle United        | 1:2       | Ipswich Town      |
| West Ham United         | 1:2       | Manchester City   |
| Aldershot Town          | 0:4       | Norwich City      |
| AFC Sunderland          | 1:0 n. V. | Nottingham Forest |
| Grimsby Town            | 6:1       | Rotherham United  |
| Wolverhampton Wanderers | 0:2       | FC Southampton    |
| FC Chelsea              | 3:0       | FC Walsall        |

## Vierte Runde
|                     | Ergebnis |                      |
| ------------------- | -------- | -------------------- |
| FC Chelsea          | 4:1      | Manchester City      |
| FC Everton          | 0:1      | Grimsby Town         |
| Ipswich Town        | 2:1      | Oxford United        |
| Norwich City        | 3:0      | Notts County         |
| Sheffield Wednesday | 4:2      | Luton Town           |
| FC Southampton      | 1:1      | Queens Park Rangers  |
| AFC Sunderland      | 0:0      | Tottenham Hotspur    |
| FC Watford          | 4:1      | West Bromwich Albion |

### Wiederholungsspiele
|                     | Ergebnis  |                |
| ------------------- | --------- | -------------- |
| Queens Park Rangers | 0:0 n. V. | FC Southampton |
| Tottenham Hotspur   | 1:2       | AFC Sunderland |

### 2. Wiederholungsspiel
|                     | Ergebnis |                |
| ------------------- | -------- | -------------- |
| Queens Park Rangers | 4:0      | FC Southampton |

## Fünfte Runde
|              | Ergebnis |                     |
| ------------ | -------- | ------------------- |
| FC Chelsea   | 1:1      | Sheffield Wednesday |
| Grimsby Town | 0:1      | Norwich City        |
| Ipswich Town | 0:0      | Queens Park Rangers |
| FC Watford   | 0:1      | AFC Sunderland      |

### Wiederholungsspiele
|                     | Ergebnis  |              |
| ------------------- | --------- | ------------ |
| Sheffield Wednesday | 4:4 n. V. | FC Chelsea   |
| Queens Park Rangers | 1:2       | Ipswich Town |

### 2. Wiederholungsspiel
|            | Ergebnis |                     |
| ---------- | -------- | ------------------- |
| FC Chelsea | 2:1      | Sheffield Wednesday |

## Halbfinale
|                | Gesamt |              | Hinspiel | Rückspiel |
| -------------- | ------ | ------------ | -------- | --------- |
| AFC Sunderland | 5:2    | FC Chelsea   | 2:0      | 3:2       |
| Ipswich Town   | 1:2    | Norwich City | 1:0      | 0:2       |

## Finale
| Norwich City                               | Norwich City | AFC Sunderland | AFC Sunderland |
| ------------------------------------------ | --- | --- | -------------- |
| Norwich City                               | \| Sonntag, 24. März 1985 in London (Wembley) \| \| Ergebnis: 1:0 (0:0) \| \| Zuschauer: 100.000 \| \| Schiedsrichter: Neil Midgley \|                                            | \| Sonntag, 24. März 1985 in London (Wembley) \| \| Ergebnis: 1:0 (0:0) \| \| Zuschauer: 100.000 \| \| Schiedsrichter: Neil Midgley \|                                                                        | AFC Sunderland |
| Norwich City                               | Chris Woods – Paul Haylock, Dennis van Wijk, Steve Bruce, Dave Watson – Peter Mendham, Mark Barham, Asa Hartford, Louie Donowa – Mick Channon, John Deehan Cheftrainer: Ken Brown | Chris Turner – Barry Venison , Nick Pickering, Gary Bennett, Gordon Chisholm – David Corner (64. Howard Gayle), Peter Daniel, Steve Berry, Clive Walker – Ian Wallace, David Hodgson Cheftrainer: Len Ashurst | AFC Sunderland |
| Norwich City                               | 1:0 Gordon Chisholm (47., Eigentor) | | AFC Sunderland |
| Sonntag, 24. März 1985 in London (Wembley) | | |                |
| Ergebnis: 1:0 (0:0)                        | | |                |
| Zuschauer: 100.000                         | | |                |
| Schiedsrichter: Neil Midgley               | | |                |